# 卡帕雀麦
卡帕雀麦（学名：Bromus cappadocicus）为禾本科雀麦属下的一个种。

## 扩展阅读
- 維基物種上的相關：卡帕雀麦